# 2759 Idomeneus
2759 Idomeneus је Јупитеров тројански астероид. Приближан пречник астероида је 61,01 ,
а средња удаљеност астероида од Сунца износи 5,176 астрономских јединица (АЈ).
Инклинација (нагиб) орбите у односу на раван еклиптике је 21,956 степени, а орбитални период износи 4301,568 дана (11,777 годину). Ексцентрицитет орбите астероида износи 0,064.
Апсолутна магнитуда астероида износи 9,80 а геометријски албедо 0,057.
Астероид је откривен 14. априла 1980. године.